# Черни Осъм
 Тази статия е за реката.  За селото вижте Черни Осъм (село).  
Черни Осъм е река в Северна България, област Ловеч, община Троян, дясна съставяща на река Осъм. Дължината ѝ е 36 km и е официално приета за начало на река Осъм.
Река Черни Осъм извира от югозападното подножие на връх Левски (Амбарица) в Стара планина, на 1880 m н.в. под името Куманица. До село Орешак протича в дълбока залесена долина, като в началото тече на запад, близо до хижа „Дерменка" завива на север, където навлиза в Стѐнето – импозантен каньон с отвесни до 150 метра варовикови стени. След това реката завива на североизток, а преди бившето село Стойновското – на север. След Орешак долината ѝ се разширява, завива на запад в северната част на Троян, на 371 m н.в. се слива с идващата отляво река Бели Осъм и заедно дават началото на същинската река Осъм.
Площта на водосборния басейн на Черни Осъм е 218 km2, което представлява 7,7% от водосборния басейн на река Осъм.
В реката се вливат следните по-значителни притоци: леви – Чаушев дол, Боров дол, Данков дол, Янков дол, Каменивия дол, Влайков дол, Сухата река, Жеравица; десни – Калния дол, Конски улей, Малък Жидов дол, Голям Жидов дол, Момчов дол, Големи сечен дол, Крайовица, Зли дол, Иваншица, Багарски дол, Панамски дол.
Средногодишен отток при село Черни Осъм е 3,75 m3/s, като максимумът е през периода април-юли, дължащ се на снеготопенето, а минимумът – август-октомври.
По течението на реката са разположени селата Черни Осъм и Орешак, а след тях е град Троян.
Водите на реката се използват за водоснабдяване. Целият горен водосборен басейн на Черни Осъм попада в резервата „Стенето". На левия бряг на реката, южно от село Орешак (Област Ловеч) се намира Троянският манастир.
На протежение от 5,8 km по долината на реката преминава част от третокласен път № 357 от Държавната пътна мрежа Троян – Орешак.

## Топографска карта
- Лист от карта K-35-38. Мащаб: 1 : 100 000.